# Puig d'Elena
El Puig d'Elena és una muntanya de 560 metres al municipi de Sant Aniol de Finestres, a la comarca catalana de la Garrotxa.

## Punts d'interès
- Santuari de la Mare de Déu del Puig d'Elena
- L'ermita de Santa Brigida[3]